# Valeria Richards
 (mars 2017).
Si vous disposez d'ouvrages ou d'articles de référence ou si vous connaissez des sites web de qualité traitant du thème abordé ici, merci de compléter l'article en donnant les références utiles à sa vérifiabilité et en les liant à la section « Notes et références ».
Valeria Meghan Richards est un personnage de fiction appartenant à l'univers Marvel de la maison d'édition Marvel Comics. Créée par le scénariste Chris Claremont et le dessinateur Salvador Larroca, elle apparaît pour la première fois dans le comic book Fantastic Four #15 de mars 1999.
Valeria Richards est la fille de Red Richards alias Mr Fantastique et leader des Quatre Fantastiques, et de Jane Storm, la Femme Invisible. Son grand frère est Franklin Richards. Elle ne possède pas de super pouvoir mais a une intelligence très développée.
À la fin de l’arc Secret Wars, Valéria part avec ses parents et son frère pour réparer le Multivers. On ne les reverra plus pendant un certain temps.
Quelque temps après le retour de toute sa famille sur la Terre-616, les Extraterrestres Cotati (en) envahissent la Terre, décidés à y éradiquer toute vie animale. Avec l’aide de son frère, de Spider-Man et de Wolverine, elle protège deux jeunes guerriers , un garçon Kree et une fille Skrull. En effet, ceux-ci sont les éléments d’une arme qui pourrait détruire la jeune et fragile alliance Kree/Skrull. Grâce aux héros, cette arme sera sans effet et l’invasion échouera.